# 리비아 대수로

리비아 대수로

리비아 대수로(영어:Great Manmade River Project,GMR)는 남부 사하라 사막의 지하수를 끌어올려 북부 지중해 해안의 도시들에 물을 공급하기 위한 수로다. 지름이 4m이고, 길이 7.5m, 총길이가 4,000km가 넘는 거대한 송수관을 사막을 가로질러 지하에 매설해서 하루에 물 650만t을 북부 지중해 연안을 공급하는 이 공사는 현재 진행 중이다.

## 계획
1953년, 리비아 영토 내에서 행한 석유 탐사때, 내륙부의 사하라 사막의 지하 깊은 곳에 1만 년 이전부터 축적된 대량의 지하수가 잠자고 있는 것이 발견되었다. 1984년, 그 지하수를 퍼 올려 해안부의 트리폴리나 벵가지와 같은 대도시나, 트리폴리타니아, 키레나이카의 농경 지대에 공급하는 관개 공사를 25년에 걸쳐 2009년 중 완성을 목표로 하는 계획이 발표되었다. 당시 리비아의 최고 실권자인 카다피 대령은, 이 계획을 일컬어 「세계의 8번째 불가사의」가 될 것이라고 말했다.
공사는 4기로 나뉘어 1기는 쿠프라 근처의 키레나이카 내륙부로부터 지하수를 퍼 올려 벵가지 및 키레나이카 해안부에 공급하고, 2기는 페잔(Fezzan)의 세바 근처로부터 물을 퍼 올려 트리폴리타니아 해안부 및 트리폴리에 공급하며, 3기는 이집트 국경 가까이의 내륙부로부터 투브루크 인근으로 급수하고, 4기는 가다메스 근처로부터 튀니지 국경 지방으로 급수하는 것으로 계획됐다.
수로의 총연장은 4,000 km에 달하며, 깊이 500m, 1,300개 이상의 우물로부터 하루 당 6,500,000 m3의 담수를 공급할 계획이다. 수로가 통과하는 거의 전역이 사막 지대이기 때문에, 직경 4m, 길이 7.5m, 무게는 1개당 75톤의 거대한 PCCP(Prestressed Concrete Cylinder Pipe)관을 지하에 매설해 해안 지역까지 송수한다. 총공사비는 250억 달러 정도이다.
1993년에는 벵가지에 송수를 개시했고, 1996년에는 트리폴리에 송수가 개시되었다. 3기, 4기 공사는 아직 착공 전이다.

## 문제점
현재 대수로를 통해 지상으로 공급되는 지하수는 오래전부터 축적된 물일 뿐이다. 그래서 현재의 기후조건에서 지하수량이 지속적으로 유지될 것인지 불투명한 상황에서 진행되고 있는 지하수 개발이 리비아 남부에 있는 오아시스에 악영향을 끼치지 않을까 하는 우려가 제기되고 있다. 또한, 총공사비가 250억 달러에 달하는 반면 공사로 인한 이익은 이에 미치지 못한다는 주장도 제기되고 있다. 즉, 거액의 비용을 들여 공사를 했더라도 지하수가 고갈되면 대수로는 한순간에 쓸모없는 것이 되어버릴 것이다. 물론 향후 50년동안 당초 계획한 수량이 공급될 것으로 예측되지만, 50년 이후의 지하수량을 보장할 수 없다는 문제점이 있다.
그것에 더하여 현재 계획중인 대수로는 기술상의 문제나 수질의 문제, 건설비의 상승 등에 의해 착공이 지연되고 있으며 향후 전망도 유동적이다.

## 한국 관련
1983년 동아건설이 39억 달러에 1단계 공사를 수주해서 동남부 지역 1,874km의 수로를 1984년 1월 착공하여 1991년 8월 통수식을 거행함으로써 완공했다. 리비아 서남부 내륙 지방 사리르 취수장에서 지중해 연안 서트까지 955km, 타저보 취수장에서 벵가지까지 955km의 송수관 라인을 각각 연결하는 1단계 공사에 연인원 1,100만 명과 550만 대의 건설 중장비가 동원됐다. 당시 카다피는 민심을 얻기 위해 반대 세력이 많은 벵가지 지역에 최우선으로 물을 끌어들였다. 1990년에 착공한 2단계(서부 지역) 공사는 자발하소나 취수장에서 트리폴리까지의 1,730km 송수관 라인을 연결하는 공사도 동아건설이 맡아 1996년 8월 통수식을 거행함으로써 완공하였다. 1~2단계 공사비만 102억 달러에 이르렀다. 3, 4단계 공사도 동아건설이 수주할 것이 유력했으나 2003년 회사가 쓰러지면서 1~2단계 때 동아건설과 컨소시엄을 했던 대한통운이 동아건설을 인수, 현재에는 대한통운의 자회사인 ANC가 3, 4단계 공사를 수주하였다.

## 같이 보기
- 카나트